# Stratiomys equestris
Stratiomys equestris – gatunek muchówki z rodziny lwinkowatych.
Gatunek ten opisany został w 1835 roku przez Johanna Wilhelma Meigena.
Muchówka o ciele długości od 12 do 16 mm. Czułki ma czarne, o nasadowym członie prawie połowę krótszym niż trzeci. Samce mają głowę czarną z białym owłosieniem. Głowa samicy jest czarna z żółtymi: dwiema trójkątnymi plamami w okolicy ciemienia, szeroką listewką zaoczną i połączonymi przepaskami na czole i twarzy. Tułów ma barwę czarną i jasne owłosienie. Tarczkę zdobi w rejonie kolców żółta plama. Odwłok jest z wierzchu i od spodu czarny z żółtymi plamami i przepaskami, przy czym na trzecim jego tergicie występują dwie plamy.
Owad palearktyczny. W Europie znany z Francji, Niemiec, Szwajcarii, Austrii, Włoch, Polski, Litwy, Łotwy, Estonii, Czech, Słowacji, Węgier, Ukrainy, Rumunii, Bułgarii i Rosji. Zasięg ma charakter wyspowy.